# 長谷鄉 (阿爾巴縣)

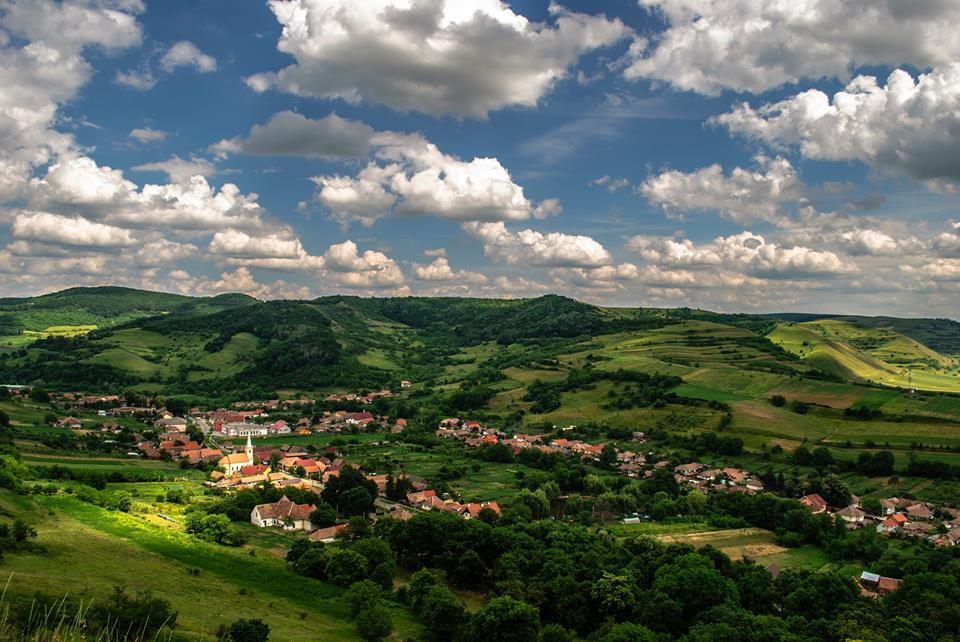

46°07′30″N 24°02′35″E / 46.12500°N 24.04306°E
長谷鄉（羅馬尼亞語：Comuna Valea Lungă, Alba），是羅馬尼亞的鄉份，位於該國中部，由阿爾巴縣負責管轄，面積75平方公里，海拔高度305米，2011年人口2,907，人口密度每平方公里42人。